# Paranoid Android
«Paranoid Android» — це пісня британського гурту Radiohead, яка була видана першим синглом з їхнього третього альбому OK Computer.

## Варіанти видань синглу
CD1 (CDODATAS01)
1. «Paranoid Android» — 6:27
2. «Polyethylene (Parts 1 & 2)» — 4:23
3. «Pearly*» — 3:34

CD2 (CDNODATA01)
1. «Paranoid Android» — 6:27
2. «A Reminder» — 3:52
3. «Melatonin» — 2:08

Платівка 7" (CDNODATA01)
1. «Paranoid Android»
2. «Polyethylene (Parts 1 & 2)»

CD-сингл (Японія) (TOCP40038)
1. «Paranoid Android» — 6:26
2. «Polyethylene (Parts 1 & 2)» — 4:22
3. «Pearly*» — 3:33
4. «Let Down» — 4:59